# Улица Шагова
Улица Шагова — улица в исторической части Костромы. Проходит, расходясь лучом подобно улицам Симановского, Ленина, Свердлова, Советской, проспектам Мира и Текстильщиков от Сусанинской площади, заканчивается у улицы Юрия Смирнова.

## История
Историческое название — Марьинская, в честь супруги будущего российского императора Павла I Марии Фёдоровны. Впервые предусмотрена на плане 1784 года, проложена по окраине кузнечной слободы, кузницы продолжали существовать здесь ещё в первой четверти XIX века. Возможно, включила в себя части прежней Козьмодемьянской улицы, часть древней дороги от ворот Нового города в Галич. Застраивалась с конца XVIII века.
Сильно пострадала от пожара 1847 года.
Современное название с 1918 года в честь участника революционного движения в России Николая Романовича Шагова (1882—1918), в 1912 году избранного от Костромской губернии депутатом IV Государственной думы, а в 1914 году сосланного в Сибирь; в 1917 году возвратился в Кострому совершенно больным и скончался в ней.
Брала своё начало от дома Борщова, где была гостиница «Лондон», а потом суд. На этой улице жили известные костромские деятели искусства, литературы, науки, такие как писатель Всеволод Никанорович Иванов (жил в д. 22), революционер и писатель Павел Андреевич Бляхин (д. 6), будущий Герой Советского союза Вадим Васильевич Князев (д. 14), участник Гражданской войны и автор военных уставов для полков Красной армии Дмитрий Парский (д. 10), почвовед, географ и академик Иннокентий Герасимов (д. 3, мемориальная доска), актёр театра и кино Святослав Астафьев (д. 4), дирижёр Илья Александрович Мусин (д. 15) и многие другие. В 1938 году на месте разобранной Козьмодемьянской церкви выстроен д. 25 («Дом специалистов»).
На перекрёстке с улицами Князева и Долматова располагается водоём, который назывался Камаев пруд, потом Козьмодемьянский, потом Долматовский, сейчас Шаговский. Постепенно продлеваясь достигла к 1917 году Калиновской улицы, к 1930-у — Мясницкой улицы, а в 1960-х — улицы Юрия Смирнова.
До 1960—1970-х годов конец улицы упирался в болото, песчаный карьер и сосновую рощу, на месте которых появился посёлок Сосновая Роща. Здесь находились военные казармы, а рядом одноэтажные дома для семей комсостава. Примерно в это же время начала активно застраиваться улица Скворцова, которая включалась в этот посёлок и упиралась в улицу Шагова. В 1960-х гг. посёлок был разбит на Сосновые проезды. А в 1970-е годы эти дома были снесены, на их месте выстроены современные многоэтажные здания и образовался спальный район.

## Достопримечательности

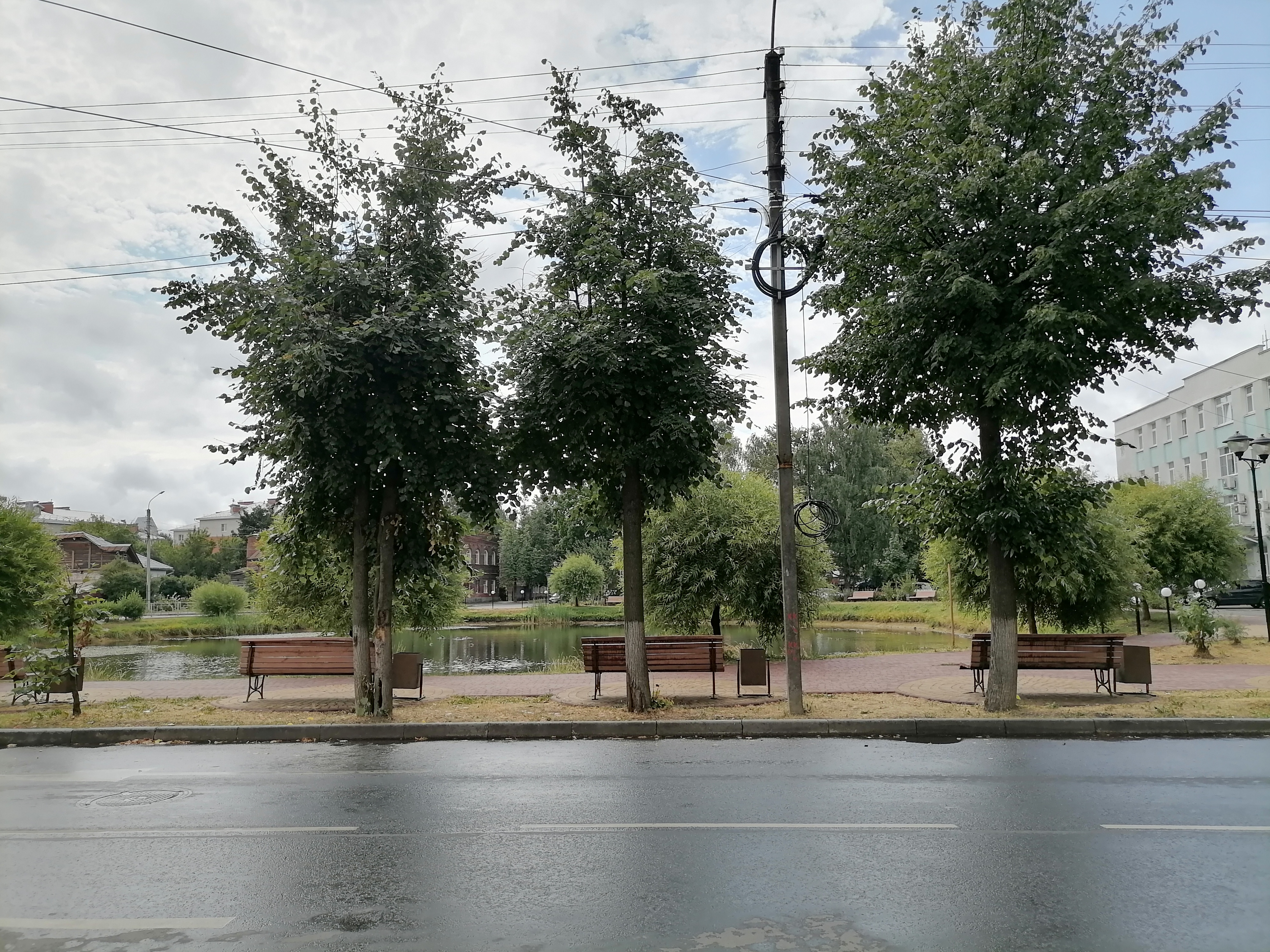
Марьинский сквер

д. 1 — бывший дом Борщова 
Марьинский сквер с Шаговским прудом.
Сквер памяти Героя Советского Союза Олега Юрасова.

## Известные жители

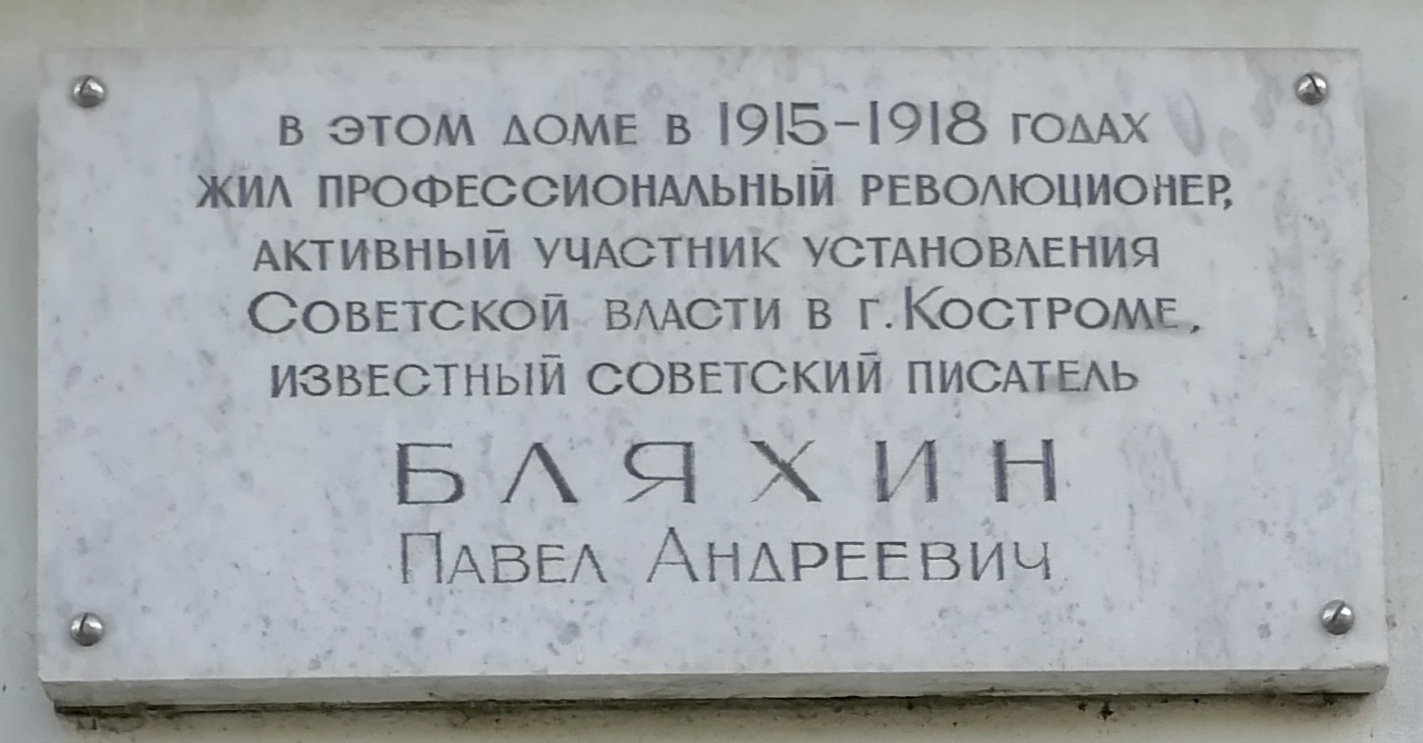
д. 6

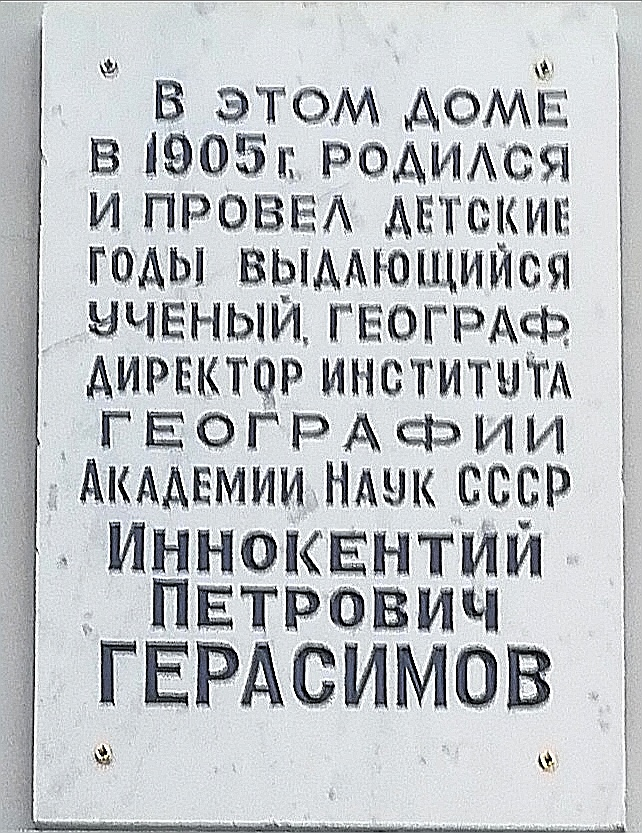
д. 3

д. 3 — русский военный врач Владимир Сергеевич Кудрин (мемориальная доска).
 — советский учёный-географ Иннокентий Петрович Герасимов (мемориальная доска).
д. 6 — участник революционного движения в России Павел Андреевич Бляхин (мемориальная доска).
д. 10 — русский военный деятель Дмитрий Павлович Парский (мемориальная доска).
д. 14 — Герой Советского Союза В. В. Князев (мемориальная доска)
д. 22 — писатель Всеволод Никанорович Иванов